# 官ノ倉山
官ノ倉山（かんのくらやま）は、 埼玉県小川町と秩父郡東秩父村の境に位置する標高344 mの山。

## 登山
東武東上線東武竹沢駅を下車し、道標に従って宮ノ入の集落を過ぎると、徒歩30分程度で右手に三光神社がある。天王沼池の先の休憩舎の辺りから登山道は細くなり、杉林の間をつづら折りに登って官ノ倉峠に着く。山稜を左へ登った所が山頂である。山頂からは比企三山（堂平山・笠山・大霧山）がよく見える。
山頂から東に10分程進むと石尊山（340 m）があり、関東平野が望める。相州大山講信仰の石碑がある。滑りやすい岩場の斜面を鎖を伝って下っていくと、北向不動尊が祭られている。長福寺や八幡神社の脇を通りながら小川町駅まで歩く。

## ギャラリー

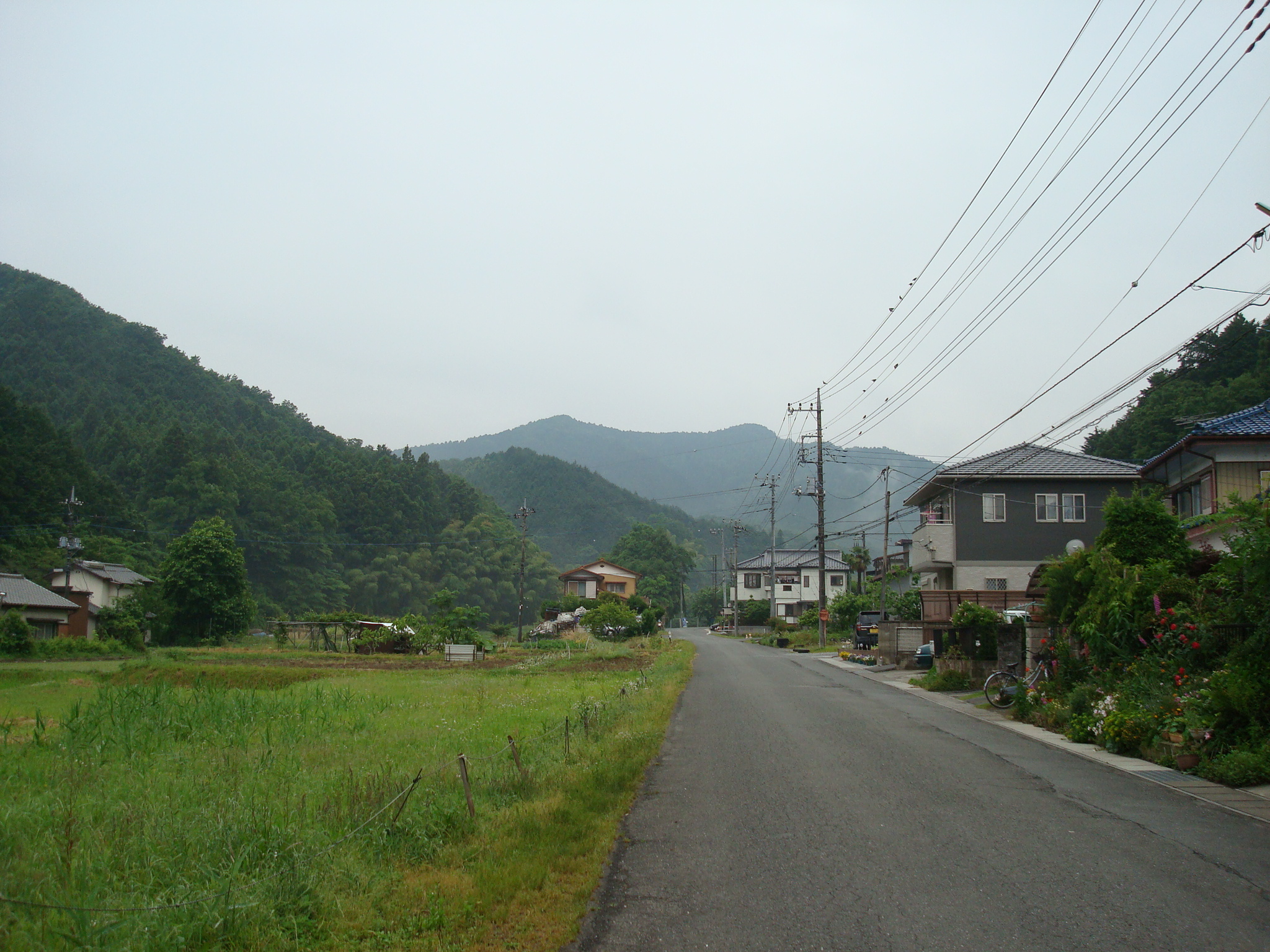
宮ノ入集落からの官ノ倉山
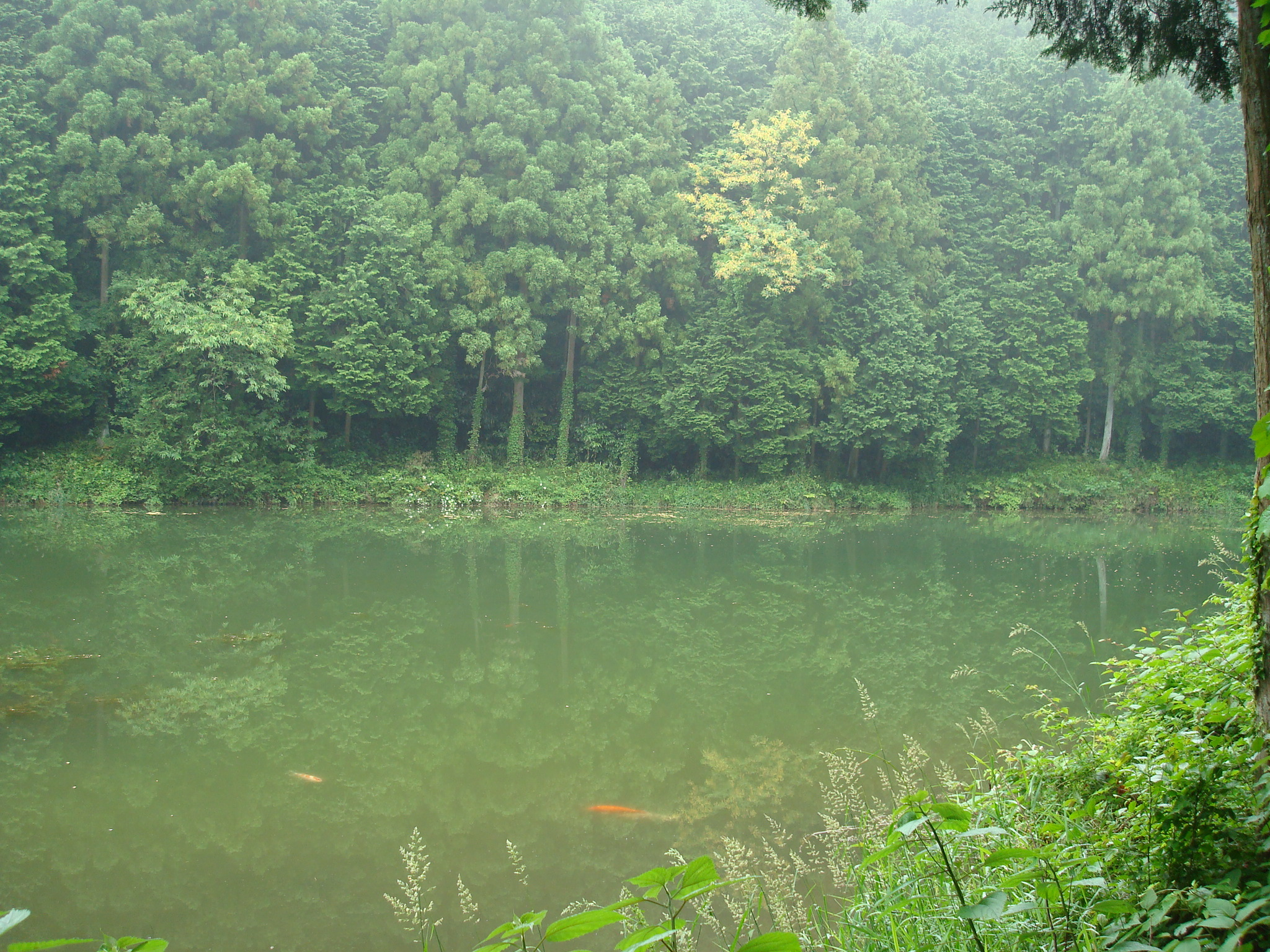
天王沼池
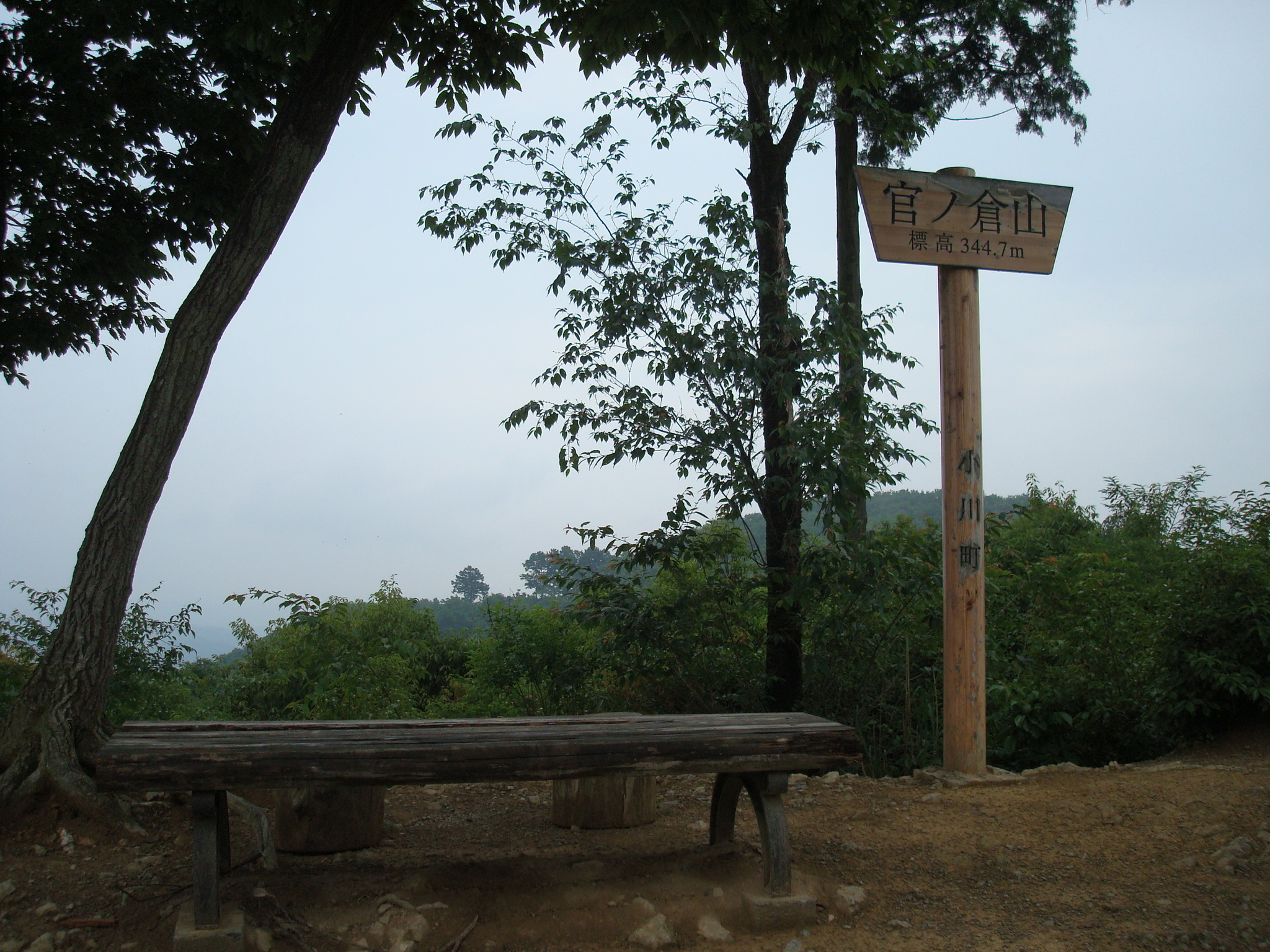
官ノ倉山山頂
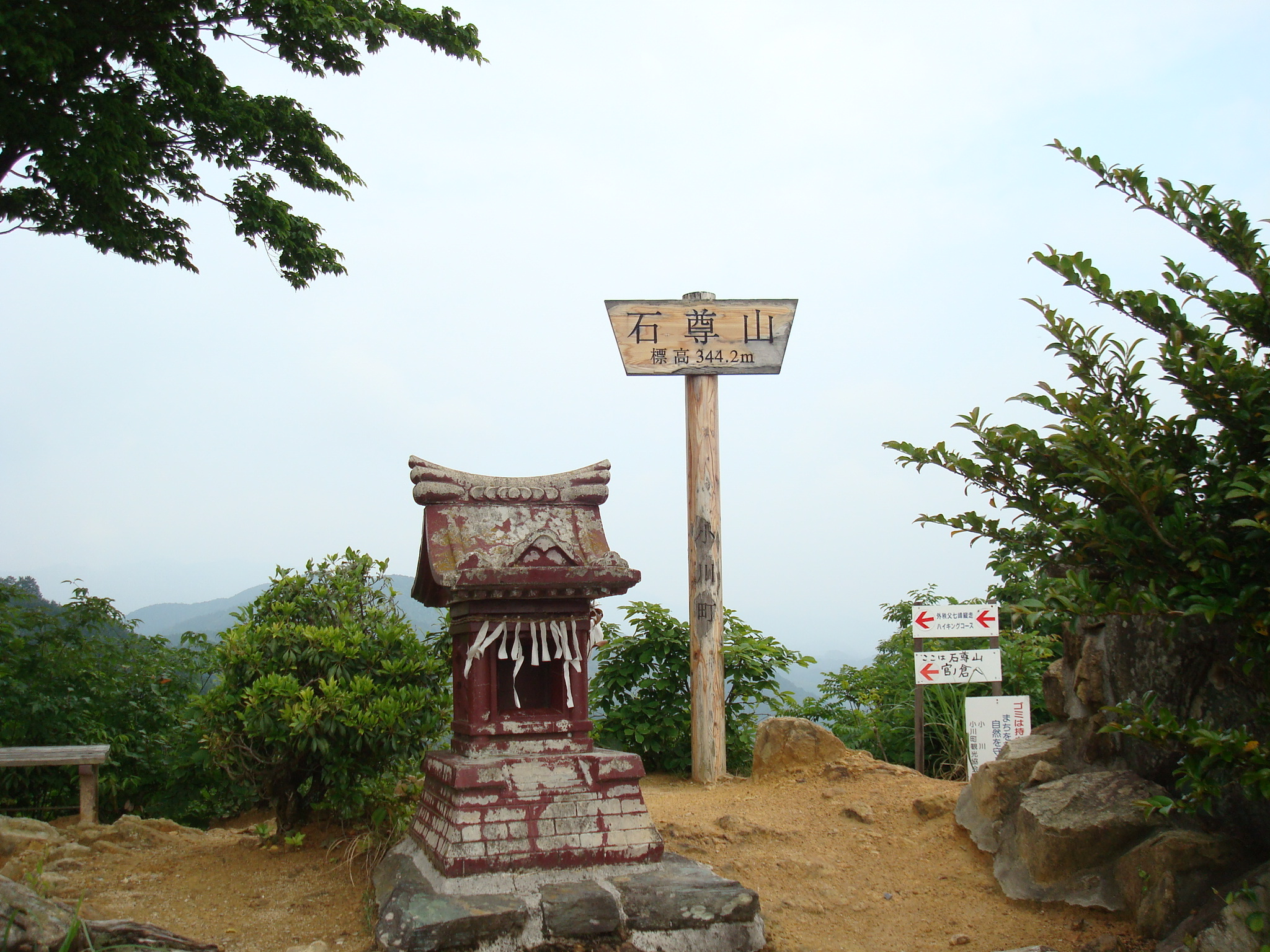
石尊山山頂
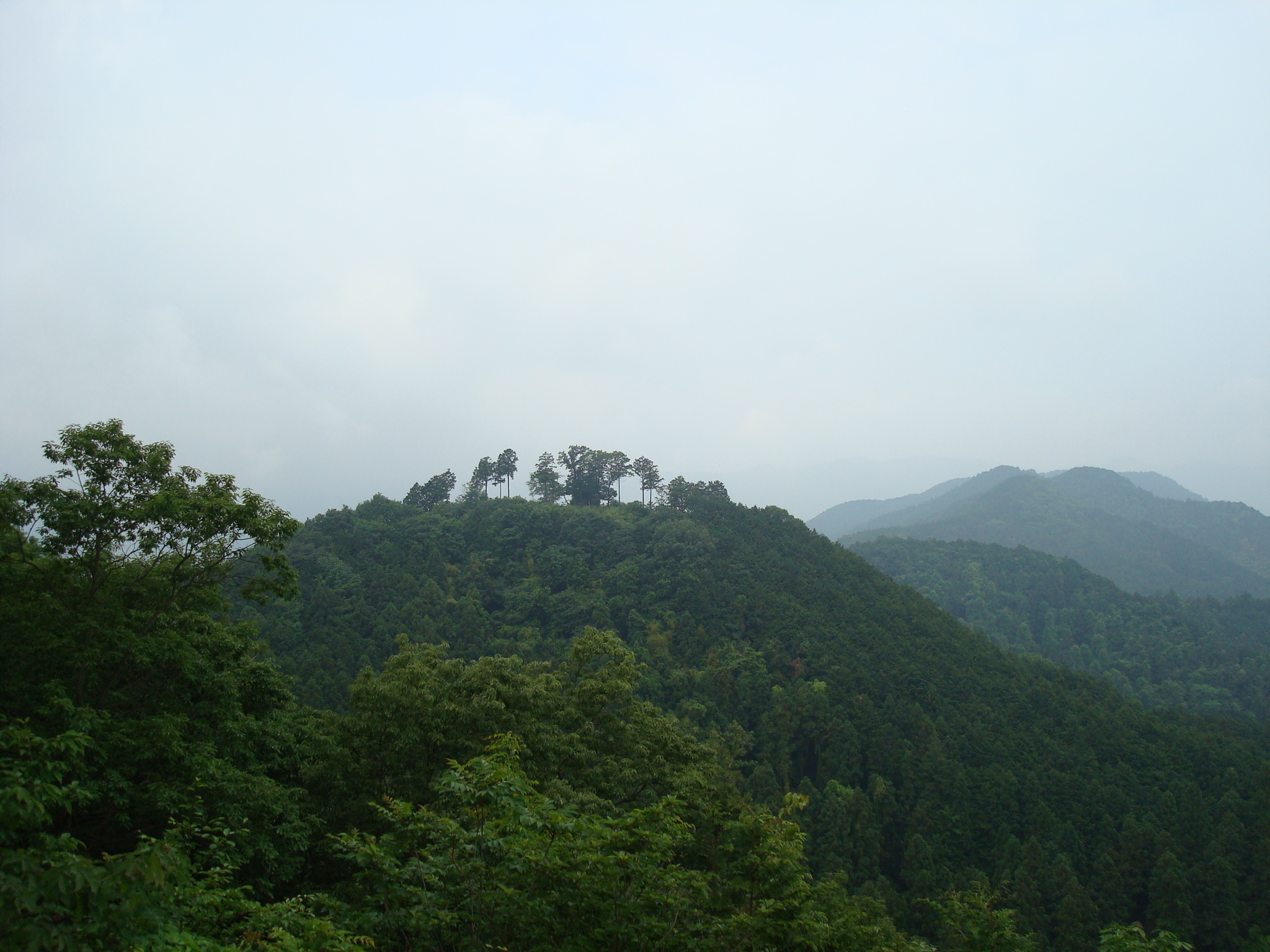
石尊山からの官ノ倉山
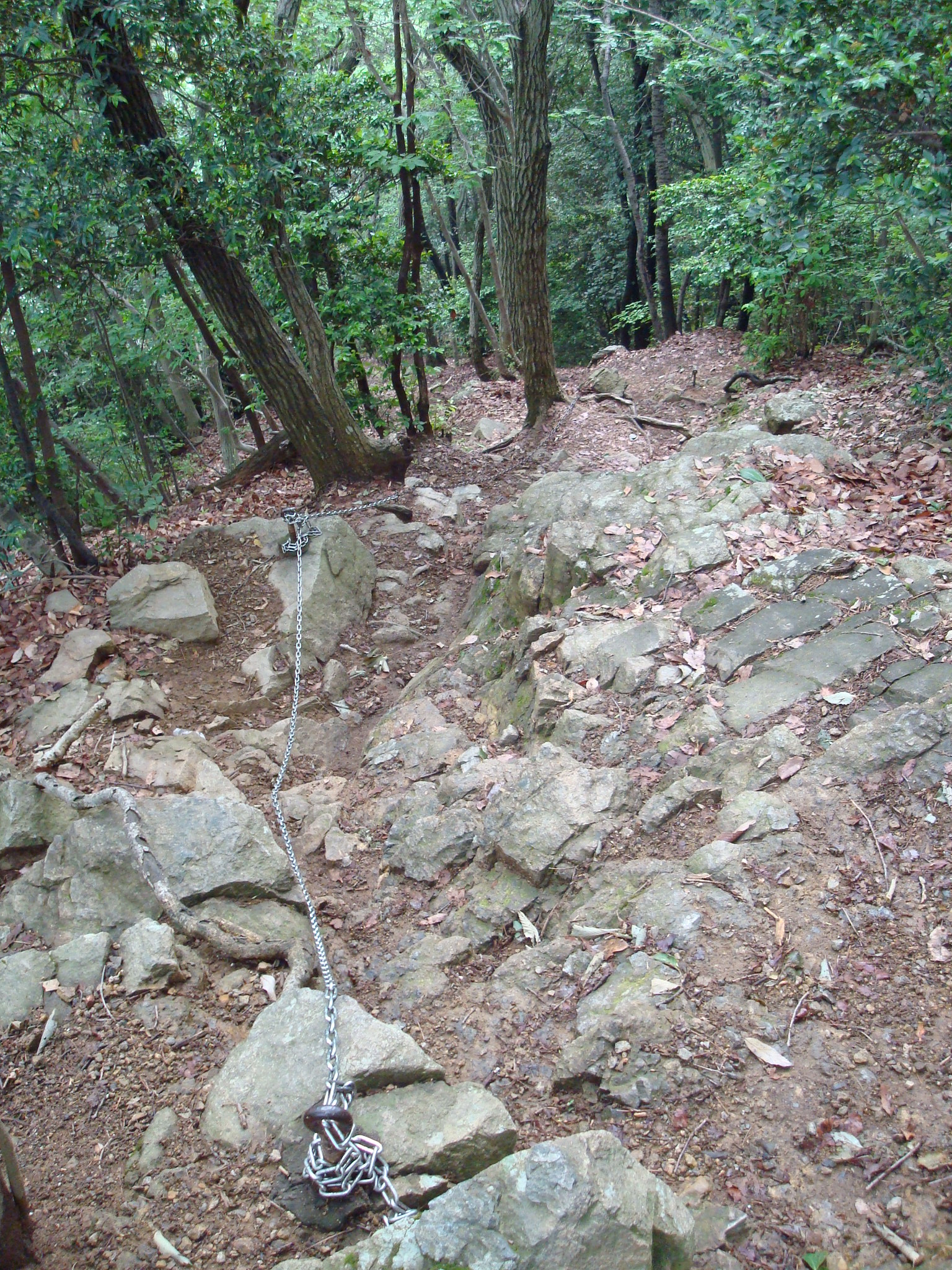
石尊山の下り（鎖場）
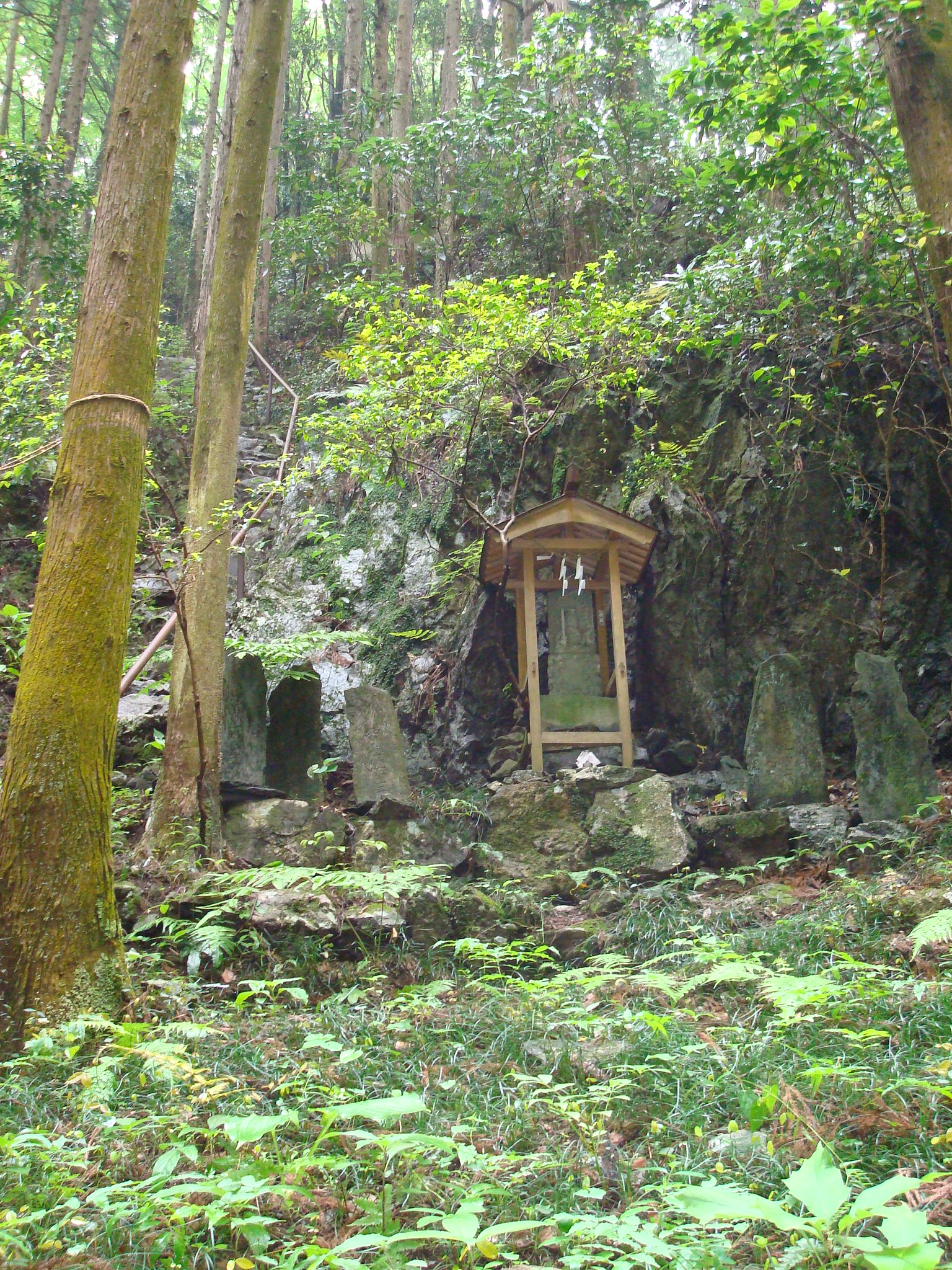
北向不動
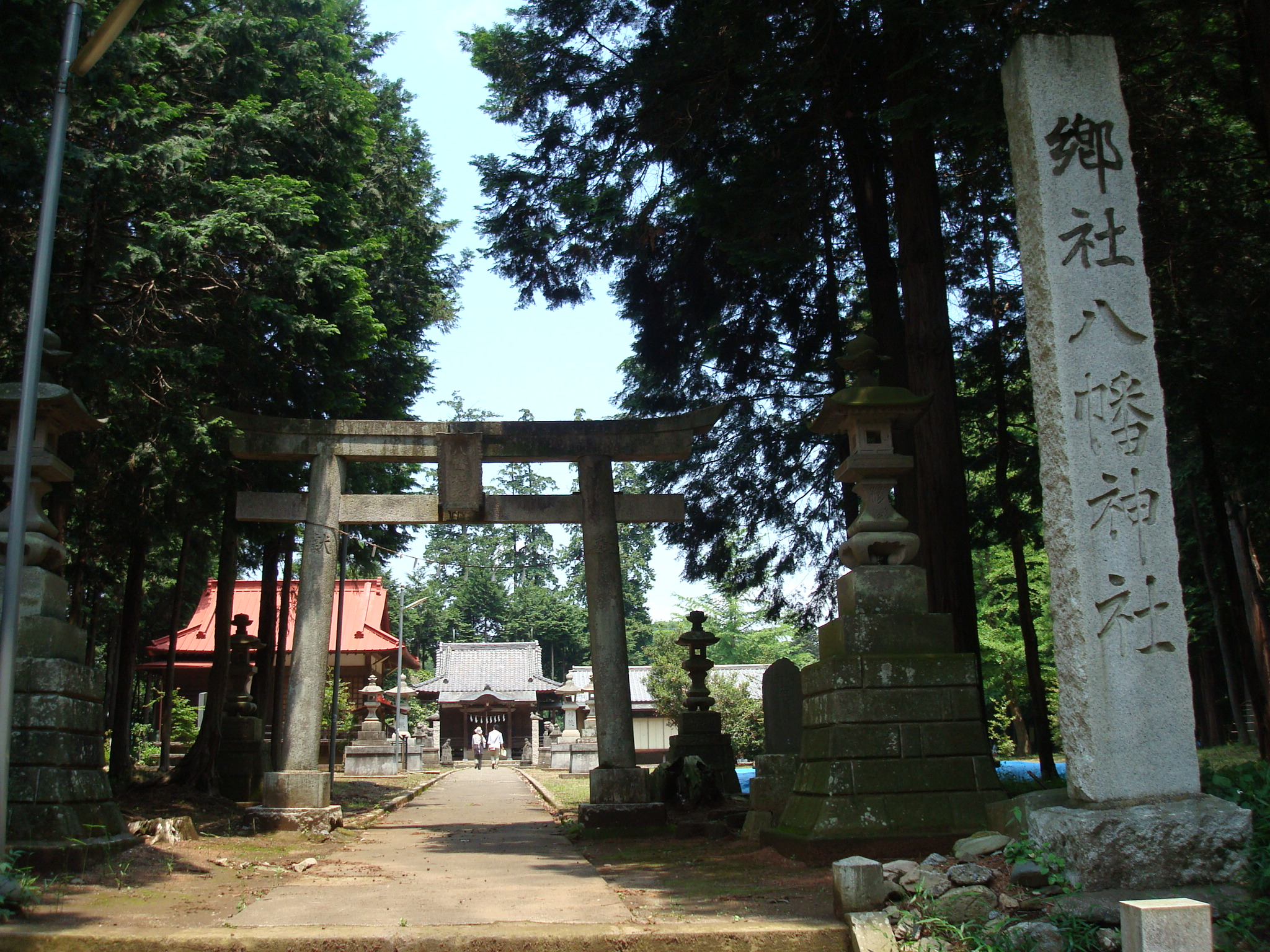
郷社八幡神社